# Fritz Wester
Fritz Wester (* 6. Juni 1880 in Marialinden; † 11. November 1950 in Köln) war ein deutscher Mediziner und Politiker (Zentrum).

## Leben
Fritz Wester wurde als Sohn eines Kaufmanns geboren. Seine Eltern betrieben eine Landwirtschaft, einen Gemischtwarenladen, eine Krautpresse und eine Gastwirtschaft mit Pension. Nach dem Abitur am Humanistischen Gymnasium in Düren nahm er ein Studium der Medizin und Zahnmedizin an den Universitäten in Würzburg, Bonn, Berlin und Greifswald auf, das er mit dem Staatsexamen beendete. Im Anschluss war er als ärztlicher Assessor in Westpreußen, Schlesien, Pommern, Sachsen und Hamburg tätig. 1907 ließ er sich als Landarzt (praktischer Arzt und Zahnarzt) in Overath nieder. 1908 erfolgte seine Promotion zum Dr. med. an der Universität zu Köln. Während des Ersten Weltkrieges, aus dem er als Schwerkriegsbeschädigter heimkehrte, diente er beim Heer als Stabsarzt der Reserve.
Wester war Gründer des Zweckverbandes rechtsrheinischer Ärztevereine und seit den 1920er Jahren Vorstandsmitglied des Hartmannbundes. Zusammen mit seinen Brüdern gründete er 1914 die offene Handelsgesellschaft Sanitäts-Molkerei Dr. med. Wester & Co. mit Nebenbetrieb in Köln. Er trat in die Zentrumspartei ein und war Gemeindeverordneter und Beigeordneter in Overath sowie Kreistagsmitglied des Kreises Mülheim. Des Weiteren fungierte er als Vorstandsmitglied des Preußischen Landgemeindetages West. 
Dem Preußischen Landtag gehörte er vom 29. Mai 1923 bis 1928 sowie erneut vom 16. Juli 1928 bis 1933 an. Bei der Landtagswahl am 25. April 1932 verlor die bisherige Große Koalition aus SPD, Zentrum und Demokraten die Mehrheit. Die NSDAP stellte nun die stärkste Fraktion. Bei dem Versuch, anlässlich der ersten Sitzung des neuen Landtags am 24. Mai 1932, einen neuen Präsidenten zu wählen kam es zwischen Nationalsozialisten und Kommunisten zu der wohl größten Saalschacht in einem deutschen Parlament. Es kam zu immer mehr Verletzten und Schwerverletzten, insbesondere bei den zahlenmäßig weit unterlegenen Kommunisten. Dr. Wester begann unverzüglich in einem Nebenraum mit der notärztlichen Versorgung der Verletzten und rettete dadurch vielen das Leben, da sie unter seiner ärztlichen Obhut in Sicherheit waren. Er tat dies ohne jede Bevorzugung, ganz seinem christlichen Gewissen folgend. Insbesondere rettete er dem ohnmächtigen, und durch einen gezielten Wurf lebensgefährlich verletzten Geschäftsführer der SPD-Fraktion, Jürgen Jürgensen, das Leben. 
Nach der Machtübernahme der Nationalsozialisten wurde Wester aufgrund seiner Einstellung schikaniert und erhielt schließlich 1935 ein Berufs- und Aufenthaltsverbot für die Rheinprovinz und die Provinz Westfalen. Er zog daraufhin nach Berlin, wo er in der Folgezeit als Arzt praktizierte. Nach dem Attentat vom 20. Juli 1944 verließ er die Stadt, tauchte unter und konnte sich erfolgreich einer Verhaftung entziehen. Später kehrte ins Rheinland zurück. Hier beteiligte er sich nach dem Zweiten Weltkrieg am Wiederaufbau der Ärzteverbände, denen er selbst angehörte. Darüber hinaus war er einer der Lizenzträger der Kölnischen und Bonner Rundschau.
Nach ihm ist in Overath die Dr.-Wester-Straße benannt worden.